# Abbaye de Rüde
L'abbaye de Rüde ou de Ryd est une ancienne abbaye cistercienne, située aujourd'hui à Glucksbourg, dans le fjord de Flensbourg, Land de Schleswig-Holstein.

## Histoire
Fondée avant 1100, le monastère bénédictin Saint-Michel (de) est probablement le premier du Schleswig-Holstein. En 1192, il est dissout, sans doute à cause d'une vie immorale dans le monastère double selon la chronique Narratio de Monasterio S. Michaelis apud Slesvicum et de Fundatione Monasterii Aureae Insulae parue en 1289. Les hommes vont dans la nouvelle abbaye cistercienne de Guldholm qui possède un règlement plus strict, la plupart des biens y sont aussi transférés. Les femmes restent pendant trois ans, jusqu'à la construction pour les bénédictines du couvent Saint-Jean de Schleswig (de). L'ancienne église de Michaelis devient une église paroissiale ; elle s'écroule dans les années 1850 et reconstruite dans les années 1870 (elle est aujourd'hui démolie).
En 1191, l'évêque Valdemar fonde l'abbaye Aurea Insula (Goldinsel = Guldholm) en filiation avec l'abbaye d'Esrum sur son domaine qu'elle possède au bord du Langsee (de). Valdemar, qui est le fils du roi Knut V de Danemark et veut prétendre au trôné, créé le monastère afin de faire accroître la population dans cette partie peu peuplée de la région.
Fin 1192, Valdemar est destitué et emprisonné, les moines bénédictions doivent retourner dans leur ancien monastère. Pendant plusieurs années, ils se battent pour conserver leurs biens, ce que les chroniques appellent la « guerre des moines. » En 1196, un arbitrage papal décide finalement en faveur de Guldholm et de la modification de la règle. Un acte du roi Knut VI confirmé par Nikolaus, le successeur de Valdemar, maintient la construction de la nouvelle abbaye et l'autorité sur les nouvelles églises de Schaalby, Nübel et Tolk. Par ailleurs, on donne au monastère des propriétés foncières à Eiderstedt (de) et Als.
Le monastère de Guldholm dure peu de temps. Il devient l'église de Holtesbratorp (aujourd'hui Munkbrarup) pour des raisons inconnues. On évoque l'inondation de la plaine ou des considérations politiques après l'éviction de Valdemar. Jusqu'en 1312, un prêtre solitaire habite dans le lieu abandonné. Aujourd'hui, il ne reste plus que quelques pierres des fondations.
En vue d'une sécurité financière, le nouvel évêque en 1209 attribue à la nouvelle abbaye de Rus Regis (essart royal) ou de Rüde une dîme prélevée à Munkbrarup, Grundhof et Broager (da) à la place d'un revenu depuis Insula Aurea. Avec la fondation du monastère, commencent la colonisation et la valorisation de la péninsule d'Angeln. Les moines font construire un barrage sur le Mühlensee et un moulin à Frörup (Oeversee). En décembre 1210, un règlement s'impose au monastère.
En 1237, le monastère gagne en indépendance. En 1400, le pape Boniface IX consacre la chapelle à côté de l'ermitage au nord de Flensbourg et accorde quarante jours d'indulgence aux habitants et aux pèlerins. L'abbaye est une rivale de l'abbaye franciscaine (de). Les deux monastères ont juré fidélité au roi du Danemark, au duc de Schleswig et au comte de Holstein. Cependant, les sources sur la vie monastique sont rares. Ils sont détruits dans un incendie du château de Glücksburg en 1786. Il ne reste qu'un document pour le pape Léon X faisant état de la grande pauvreté du monastère et de son grand délabrement en 1514.

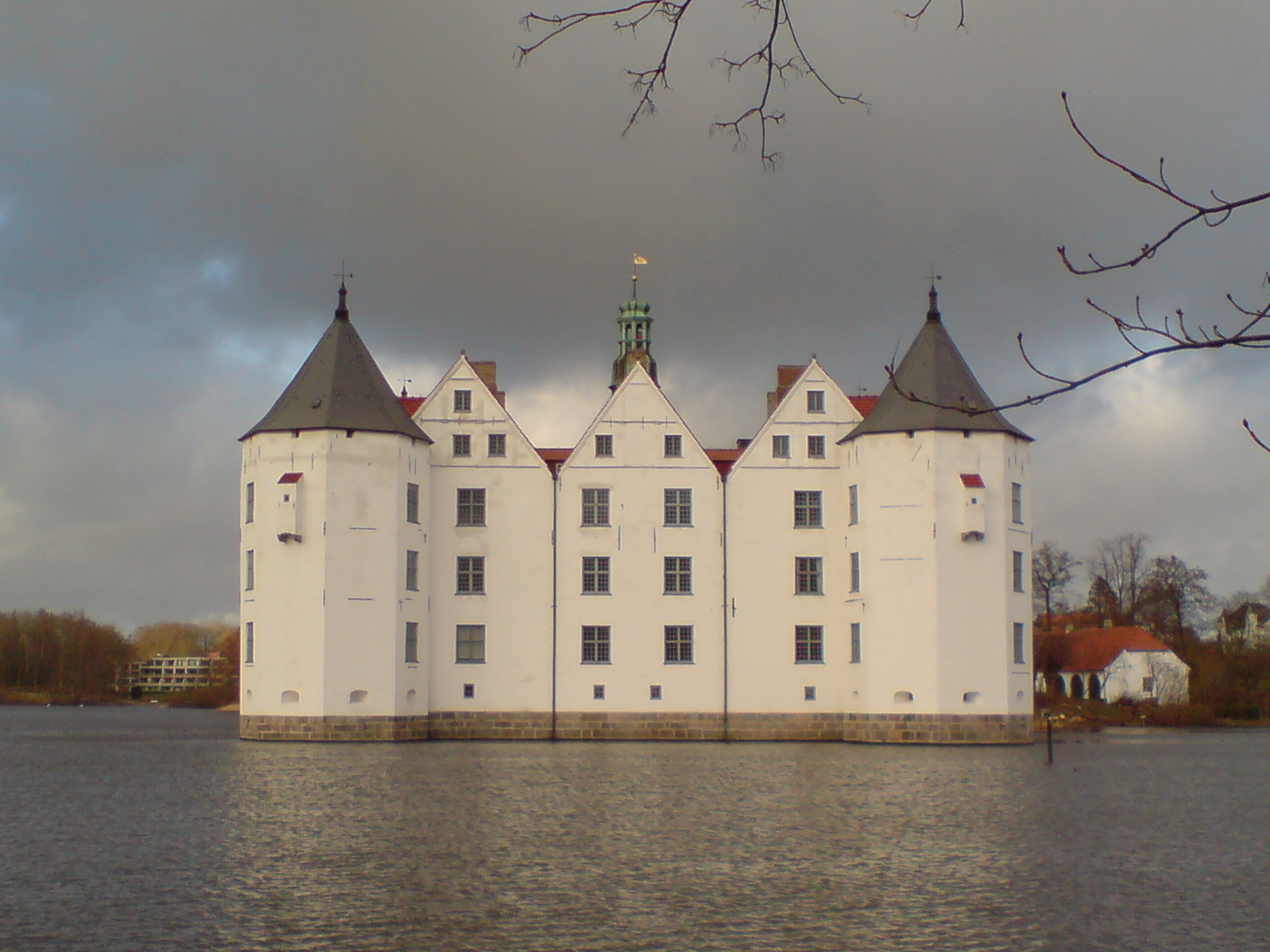
Le château de Glücksburg

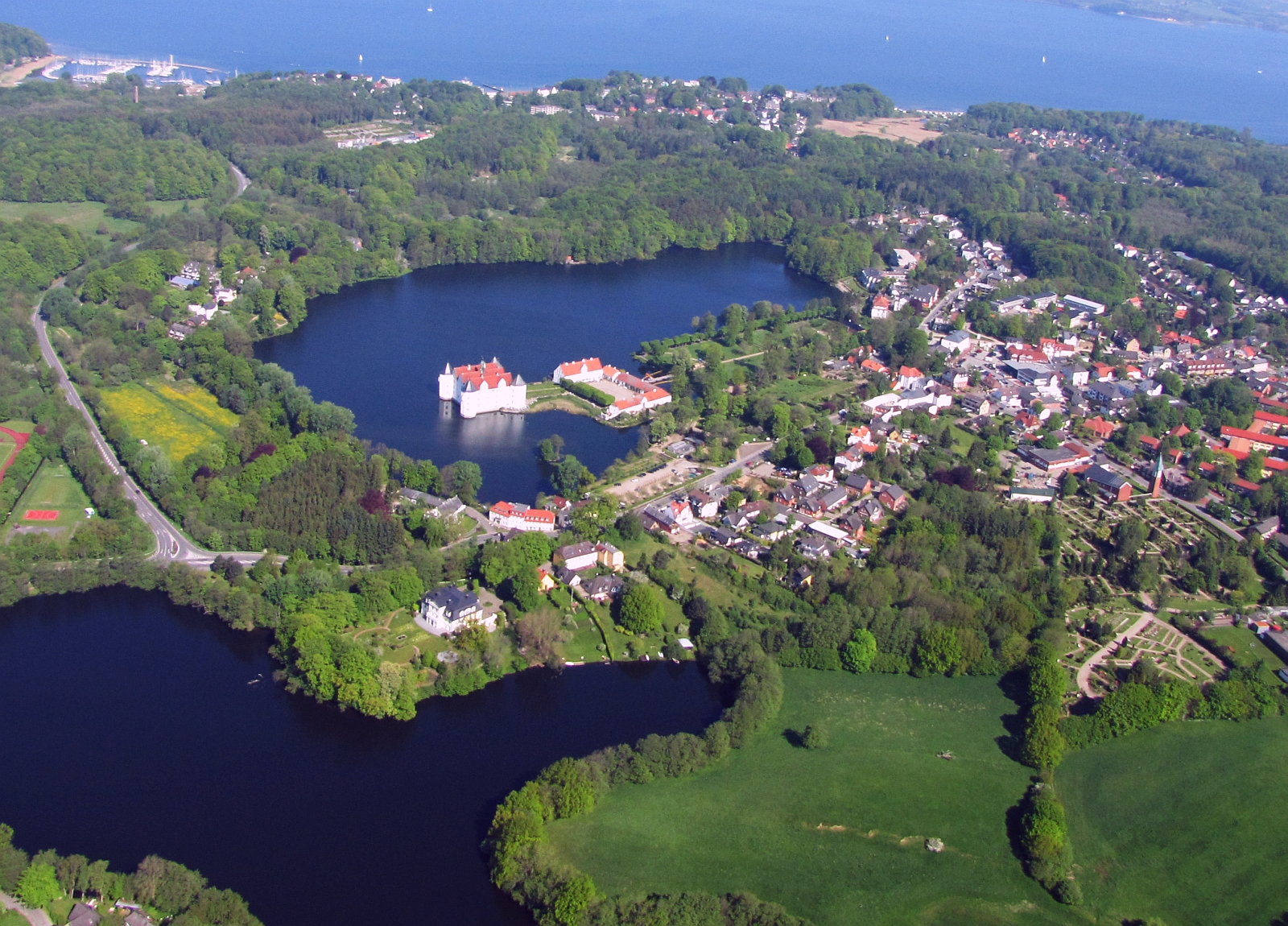
Vue aérienne de Glücksburg, son château et ses étangs

À l'apparition de la Réforme protestante, le monastère devient en 1538 évangélique puis sécularisé après la mort du dernier abbé en 1557. Les vastes propriétés foncières, les bâtiments et les probables richesses sont remis à la Maison de Schleswig-Holstein-Sonderbourg. Après l'incendie de l'église Saint-Laurent de Munkbrarup en 1565, l'église du monastère délabré sert d'église paroissiale. En 1582, l'abbaye revient à Jean de Schleswig-Holstein-Sonderbourg qui ordonne sa destruction pour avoir du matériau et faire construire le château de Glücksburg.

## Les vestiges
L'abbaye a totalement disparu. Tout ce qu'il en reste, c'est la croix triomphale (en) transférée dans l'église Saint-Laurent de Munkbrarup.
Lors de la vidange de l'eau autour du château, on retrouve des fragments des murs de bâtiments contigus de l'ancienne abbaye et des tombes de moines. En 1710, le duc Philippe-Ernest fait couvrir le plancher d'une pièce avec ces tombes.
L'absence de sources a longtemps empêché de savoir où se trouvait exactement le monastère. Seule une carte faite en 1596, un an après la destruction, en donne une idée. Des fouilles ciblées ont lieu en 1962 et 1969, lorsque l'eau de l'étang du château est drainée. Des ruines et des tombes sont découvertes, mais on ne peut pas clairement les attribuer au monastère.
En octobre 2005, l'eau est de nouveau évacuée. Menés par les services archéologiques, un institut des sciences de la Terre et la fondation du château de Glücksburg, des fouilles magnétiques sont faites au fond de l'étang asséché. De petits objets métalliques existantes sont trouvés tels que des boucles de ceinture en cuivre ou en bronze, des robinets, des fermetures de livres, des fermetures de fenêtres, un sceau et des pièces allant du XIIIe siècle au XVIe siècle. Grâce à un radar à pénétration de sol et une cartographie géomagnétique, on établit l'emplacement exact et les plans de l'abbaye. Il est distant de 50 m du château. On peut voir les fondations, le cloître et une basilique à trois nefs avec un collatéral. La taille de 63 mètres de long et 30 mètres de large correspond aux dimensions de la cathédrale de Ratzebourg. De même, on note la ressemblance avec l'abbaye de Sorø, construite selon les recommandations de Bernard de Clairvaux.